# Коростелки
Коростелки — деревня в Рославльском районе Смоленской области России. Входит в состав Жарынского сельского поселения. Население — 9 жителей (2007 год). 

## Расположение
Расположена в южной части области в 21 км к юго-востоку от Рославля, в 2 км южнее автодороги Р120 Орёл — граница с Республикой Беларусь, на берегу реки Прожода. В 6 км северо-восточнее деревни расположена железнодорожная станция Пригорье на линии Рославль — Брянск. 

## История
В годы Великой Отечественной войны деревня была оккупирована гитлеровскими войсками в августе 1941 года, освобождена в сентябре 1943 года.